# Quincy (Floryda)
Quincy – miasto w Stanach Zjednoczonych, w stanie Floryda, siedziba administracyjna hrabstwa Gadsden.